# Tambara (distrito)

localização do distrito de Tambara em Moçambique

Tambara é um distrito situado a norte da província de Manica, em Moçambique, com sede na povoação de Nhacolo. Tem limite, a norte com os distritos de Mutarara e Moatize da província de Tete, a noroeste e oeste com o distrito de Guro, a sul com o distrito de Macossa e a leste com o distrito de Chemba da província de Sofala.
De acordo com o censo de 1997, o distrito tinha 31 471 habitantes e uma área de 4 316 km², daqui resultando uma densidade populacional de 7,3 h/km².
Pelo Decreto-Lei nº 61/75 de 3 de Junho, durante o Governo de Transição (de 7 de Setembro de 1974 a 25 de Junho de 1975) o distrito foi transferidos da província de Sofala para esta província (que então se chamava Vila Pery).

## Divisão administrativa
O distrito está dividido em três postos administrativos (Buzua, Nhacafula e Nhacolo), compostos pelas seguintes localidades:
- Posto Administrativo de Buzua:
  - Marmanau
- Posto Administrativo de Nhacafula:
  - Nhacafula
- Posto Administrativo de Nhacolo:
  - Mafunda
  - Nhacolo
  - Sabeta